# Filtrazione sui carboni attivi
La filtrazione sui carboni attivi è una tecnologia di depurazione dell'aria per mezzo della quale una corrente gassosa viene privata degli elementi inquinanti facendola passare attraverso un filtro che contiene carbone attivo. L'operazione si basa sulla capacità del carbone attivo di adsorbire, grazie alla sua porosità, la maggior parte delle sostanze organiche e sulla conseguente possibilità di estrarle utilizzando un "veicolo" che generalmente è vapore o azoto.
Il carbone attivo è costituito per la gran parte da atomi di carbonio di origine vegetale o minerale, è caratterizzato da una porosità estremamente elevata e ha un colore nero; si può trovare in polvere (PAC) in granuli (GAC).

## Meccanismo
Le molecole delle sostanze assorbite vengono trattenute sul carbone principalmente da forze deboli tipo Van der Waals. Al contempo vi è una parziale deposizione delle particelle colloidali sulla superficie del carbone.
Mediante il trattamento a carboni attivi la corrente aeriforme, contenente inquinanti aerodispersi, viene aspirata da uno o più ventilatori, a valle dei quali può essere installato un filtro a protezione del carbone e una batteria di condizionamento (per ottimizzare umidità e temperatura). Il carbone è contenuto negli assorbitori, di cui almeno uno in fase di rigenerazione. L'aeriforme inquinato, attraversando il carbone, deposita gli organici e viene direttamente espulso depurato al camino. Ciclicamente, in controcorrente, il carbone viene rigenerato da un flusso di vapore o azoto. Il deadsorbato di risulta viene alla fine condensato e l'inquinante recuperato in un'apposita sezione, eventualmente dotata di distilleria per separare i vari componenti. Il carbone esausto deve essere estratto dai filtri per poi essere smaltito in idonea discarica.

## Applicazioni
Campi specifici di applicazioni sono i processi di industrie chimiche e manifatturiere con emissioni di solventi (industrie che impiegano vernici, industrie grafiche, lavanderie a secco, sgrassaggi dell'industria meccanica, industria delle fibre, gomma e cuoi artificiali) e molti processi chimici che coinvolgono reazioni di ossidazione di sostanza organiche in flusso d'aria.
Altro tipico campo di applicazione è il controllo degli odori nelle industrie alimentari, chimiche e in attività industriali varie.
Il trattamento è tradizionale e consolidato, utilizzato nei casi in cui l'inquinante non sia un combustibile, o sia presente nella corrente in basse concentrazioni o quando vi sia l'interesse al recupero dell'inquinante.